# Eugène Van Bemmel
Le baron Eugène Paul Philippe Van Bemmel (16 avril 1824 à Gand – 19 août 1880 à Saint-Josse-ten-Noode) est un enseignant et un homme de lettres belge.

## Biographie
Eugène Van Bemmel est le fils de Charles Maximilien Philippe Van Bemmel (1778-1827), professeur au Collège royal de Gand, puis juge de paix à Bruxelles, et de Julie-Josèphe Schuermans, la sœur du procureur du Roi dans la future capitale belge.
En 1846, il dédie à son protecteur, le baron de Stassart, un essai sur La langue et la poésie provençales qu’il a commencé à rédiger alors qu’il fréquentait encore la Faculté de philosophie et lettres de l’Université libre de Bruxelles. Deux ans plus tard, il y obtient un diplôme de docteur en droit.
Le 3 février 1855, il épouse Félicie-Émilie Cousin, une Parisienne qui lui donne trois enfants et meurt prématurément, au début de novembre 1864.
De 1857 à 1870, il est conseiller communal à Saint-Josse-ten-Noode dont il publie une Histoire conjointement à celle de Schaerbeek, une commune voisine.
En 1858, il participe à la fondation du cercle Vlamingen vooruit dont il est le premier président et dont il rédige le manifeste (Déclaration des droits des Flamands).
Avec Henri Bergé et Paul Ithier (d), membres-fondateurs du groupe bruxellois de la Libre Pensée, tout comme lui, il prend part à la rédaction du journal Le Libre Examen.

### Le professeur
Sa carrière professorale à l’Université libre, dont il sera le recteur en 1871-1872, commence en 1849 et se poursuit jusqu’à sa mort. En voici les principaux aspects.
- 1849-1880 : cours d’histoire de la littérature française libéré par Auguste Baron.
- 1860-1880 : cours d’histoire politique moderne.
- 1872-1876 : cours d’histoire politique du Moyen Âge.
- 1876-1880 : cours d’histoire contemporaine, d’histoire de la littérature flamande, d’histoire comparée des littératures modernes et d’histoire des beaux-arts.
- 1877-1880 : cours d’histoire politique interne de la Belgique moderne.

Van Bemmel enseigne également la littérature aux futurs instituteurs (1874) et futures institutrices (1878) formés dans les écoles normales de Bruxelles.
Il poursuit son action pédagogique par la publication d'ouvrages classiques dont voici les titres.
- 1861 : Œuvres poétiques de Boileau Despréaux. Édition classique collationnée sur les meilleurs textes avec des notes, en collaboration avec Ferdinand Gravrand.
- 1880 : Traité général de la littérature française (Bruxelles, A. N. Lebègue et Cie, Office de publicité).
- 1880 : Leçons et modèles d’analyse littéraire (ibid.).
- 1880 : Histoire de la Belgique, empruntée textuellement aux récits des écrivains contemporains (ibid.).

### L’écrivain
Eugène Van Bemmel collabore à un très grand nombre de revues, de quotidiens et d’ouvrages collectifs belges. Il lui arrive aussi d’éditer certains textes de ses confrères ou amis.
En 1854, il fonde la Revue trimestrielle, une tribune de premier plan pour les lettres, les arts, les sciences politiques et les sciences naturelles qu’il anime avec succès pendant quinze ans (soixante volumes parus) et à laquelle il associe plus de deux cents bonnes plumes. Il poursuit cet effort de 1873 à sa mort, en partageant la direction de la Revue de Belgique avec Émile de Laveleye et Eugène Goblet d’Alviella
Patria Belgica, dont les trois volumes paraissent de 1873 à 1875 (Bruxelles, Bruylant-Christophe et Cie  ), constitue l’autre entreprise collective d’envergure qui lui doit de pouvoir aboutir. Il s’agit là, comme l’indique le sous-titre de l’ouvrage, d’une encyclopédie nationale ou exposé méthodique de toutes les connaissances relatives à la Belgique ancienne et moderne, physique, sociale et intellectuelle.
Sur le plan strictement littéraire, le baron Van Bemmel (titre qu'il se refuse à porter) se distingue comme critique attentif et bienveillant.
En 1875, il publie Dom Placide, mémoires du dernier moine de l'abbaye de Villers (Bruxelles, Office de publicité 1934, 234 p., préface de Henri Liebrecht et illustrations d'Alfred Ronner ; nouvelle édition chez le même éditeur avec une préface d’André Gascht en 1987, Bruxelles, Antoine, collection Passé présent, no 50).
Selon Gustave Charlier, nous sommes là en présence d’une des rares œuvres de qualité qu’aient produites les lettres française de Belgique avant 1880. La simplicité dépouillée d'un style sans éclat, note-t-il, s' [y] accorde à merveille avec le caractère tout psychologique d’[une] confession déguisée.

### Le promoteur du tourisme national
Divers voyages le conduisent à la découverte de la Bretagne, des bords du Rhin, de la Suisse et de l’Italie.
C’est à l’exaltation des beautés pittoresques de la Belgique qu’il voue toutefois l’essentiel de son œuvre de propagandiste du tourisme national.
Dans la foulée d’un périple accompli à la fin de l’été de 1847 à travers le Luxembourg belge, en compagnie de Fernand Gravrand (1818-1889), son ami et ancien professeur au collège de Saint-Josse-ten-Noode, il publie avec lui La province de Luxembourg. Voyage à travers champs (Bruxelles, Stiénon, 1849).
Ce petit livre annonce le Guide de l’excursionniste dont il conçoit le plan dix ans plus tard et qui ne connaîtra pas moins de douze éditions entre 1859 (Guide sur le chemin de fer du Luxembourg. Le chemin de fer du Luxembourg. De l’art de voyager. Premières excursions par le chemin de fer du Luxembourg […], Bruxelles, Charles Lelong) et 1909 (Guide de l’excursionniste, 12e édition revue, corrigée, augmentée et mise à jour par Albert Dubois, Bruxelles, Lebègue).
Dans le même ordre d’idées, il dirige également La Belgique illustrée, ses monuments, ses paysages, ses œuvres d’art, volumineux ouvrage collectif qui paraît en livraisons de 1878 à 1882 (Bruxelles, Bruylant-Christophe et Cie).

## Distinctions et honneurs
- 1877 : membre correspondant de la classe des lettres de l’Académie royale de Belgique.